# Anthony Losilla
Anthony Losilla (Firminy, 10 marzo 1986) è un calciatore francese, centrocampista del Bochum.

## Carriera
Ha giocato in Francia e Germania, per lo più in seconda divisione.

## Statistiche

### Presenze e reti nei club
Aggiornata al 27 luglio 2017.
| Stagione               | Squadra                | Campionato             | Campionato | Campionato | Coppe nazionali | Coppe nazionali | Coppe nazionali | Coppe continentali | Coppe continentali | Coppe continentali | Altre coppe | Altre coppe | Altre coppe | Totale | Totale |
| Stagione               | Squadra                | Comp                   | Pres       | Reti       | Comp            | Pres            | Reti            | Comp               | Pres               | Reti               | Comp        | Pres        | Reti        | Pres   | Reti   |
| ---------------------- | ---------------------- | ---------------------- | ---------- | ---------- | --------------- | --------------- | --------------- | ------------------ | ------------------ | ------------------ | ----------- | ----------- | ----------- | ------ | ------ |
| 2004-2005              | Saint-Étienne B        | L1                     | 19         | 0          | CF              | 0               | 0               | -                  | -                  | -                  | -           | -           | -           | 19     | 0      |
| 2005-2006              | Saint-Étienne B        | CFA                    | 33         | 1          | CF              | 0               | 0               | -                  | -                  | -                  | -           | -           | -           | 33     | 1      |
| Totale Saint-Étienne   | Totale Saint-Étienne   | Totale Saint-Étienne   | 52         | 1          |                 | 0               | 0               |                    | -                  | -                  |             | -           | -           | 52     | 1      |
| 2006-2007              | Cannes                 | CN                     | 37         | 0          | CF              | 0               | 0               | -                  | -                  | -                  | -           | -           | -           | 37     | 0      |
| 2007-2008              | Cannes                 | CN                     | 35         | 2          | CF              | 0               | 0               | -                  | -                  | -                  | -           | -           | -           | 35     | 2      |
| Totale Cannes          | Totale Cannes          | Totale Cannes          | 72         | 2          |                 | 0               | 0               |                    | -                  | -                  |             | -           | -           | 72     | 2      |
| 2008-2009              | Paris                  | CN                     | 36         | 3          | CF              | 2               | 1               | -                  | -                  | -                  | -           | -           | -           | 38     | 4      |
| 2009-2010              | Paris                  | CN                     | 34         | 4          | CF              | 0               | 0               | -                  | -                  | -                  | -           | -           | -           | 34     | 4      |
| Totale Paris           | Totale Paris           | Totale Paris           | 70         | 7          |                 | 2               | 1               |                    | -                  | -                  |             | -           | -           | 72     | 8      |
| 2010-2011              | Stade Lavallois        | L2                     | 34         | 2          | CF+CdL          | 2+1             | 0               | -                  | -                  | -                  | -           | -           | -           | 37     | 2      |
| 2011-2012              | Stade Lavallois        | L2                     | 36         | 2          | CF+CdL          | 2+1             | 0               | -                  | -                  | -                  | -           | -           | -           | 39     | 2      |
| Totale Stade Lavallois | Totale Stade Lavallois | Totale Stade Lavallois | 70         | 4          |                 | 4+2             | 0               |                    |                    |                    |             |             |             | 76     | 4      |
| 2012-2013              | Dinamo Dresda          | 2B                     | 31+2       | 3+0        | CG              | 2               | 0               | -                  | -                  | -                  | -           | -           | -           | 35     | 3      |
| 2013-2014              | Dinamo Dresda          | 2B                     | 34         | 0          | CG              | 0               | 0               | -                  | -                  | -                  | -           | -           | -           | 34     | 0      |
| Totale Dinamo Dresda   | Totale Dinamo Dresda   | Totale Dinamo Dresda   | 65+2       | 3          |                 | 2               | 0               |                    | -                  | -                  |             | -           | -           | 69     | 3      |
| 2014-2015              | VFL Bochum             | 2B                     | 33         | 1          | CG              | 2               | 0               | -                  | -                  | -                  | -           | -           | -           | 35     | 1      |
| 2015-2016              | VFL Bochum             | 2B                     | 32         | 1          | CG              | 4               | 0               | -                  | -                  | -                  | -           | -           | -           | 36     | 1      |
| 2016-2017              | VFL Bochum             | 2B                     | 30         | 2          | CG              | 1               | 0               | -                  | -                  | -                  | -           | -           | -           | 31     | 2      |
| Totale VFL Bochum      | Totale VFL Bochum      | Totale VFL Bochum      | 95         | 4          |                 | 7               | 0               |                    | -                  | -                  |             | -           | -           | 102    | 4      |
| Totale carriera        | Totale carriera        | Totale carriera        | 426        | 21         |                 | 17              | 1               |                    | -                  | -                  |             | -           | -           | 443    | 22     |

## Palmarès

### Club

#### Competizioni nazionali
- Campionato tedesco di seconda divisione: 1

Bochum: 2020-2021